# Bruno Lamas (futebolista)
Bruno José Pavan Lamas (Ilha Solteira, 13 de Abril de 1994) é um futebolista brasileiro que atua como meia-atacante. Atualmente é jogador do Daegu FC.

## Carreira
Natural de São José do Rio Preto, Bruno começou sua carreira na base do São Paulo, depois indo para as bases do Santos e Cruzeiro. Na base do Santos é onde teve destaque, fazendo 9 gols em 26 jogos no sub-17 e sendo comparado com Paulo Henrique Ganso, jogador do Peixe na época.
Nunca atuou pelo Cruzeiro, só jogou na base, deixando o time em 2015.

### Leixões
Bruno Lamas assinou com o clube português Leixões em Dezembro de 2014, se juntando ao clube em Janeiro de 2015. Fez seu primeiro jogo profissional contra o Desportivo das Aves em 22 de Fevereiro de 2015, substituindo João Mendes aos 55 minutos. O jogo ficou 3-2 pro Desportivo.
Marcou seu primeiro gol na carreira contra o Marítimo II, na Liga Vitalis, em 18 de Março de 2015.
Renovou seu contrato com os Heróis do mar em 4 de Janeiro de 2017, ficando mais 1 ano no clube.
Bruno encerrou a passagem pelo Leixões com 144 partidas jogadas, 24 gols e 10 assistências pelo clube.[carece de fontes?]

### Santa Clara
Bruno assinou com o clube português Santa Clara por 3 temporadas. Ele se reencontrou com seu antigo treinador, João Henriques, que era do Leixões.
Bruno encerrou a sua passagem pelo Santa Clara com 54 partidas jogadas, 4 gols e 5 assistências.[carece de fontes?]

### Khor Fakkan
Em Janeiro de 2020, O Santa Clara oficializou o empréstimo de Bruno ao clube dos Emirados Khor Fakkan.

### Daegu FC
Em 2021, Bruno Lamas foi contratado ao clube coreano Daegu FC.[carece de fontes?]

### Busan IPark
Após fazer boas temporadas pelo Daegu, Bruno foi contratado pelo Busan IPark, clube também coreano, por 3 temporadas.

### Volta ao Daegu
Em suas redes sociais, Bruno anunciou sua volta ao Daegu.